# Sobreviviendo a la Navidad
Sobreviviendo a la Navidad (Surviving Christmas en inglés) es una película navideña de 2004 dirigida por Mike Mitchell y protagonizada por Ben Affleck. 

## Argumento
Drew Latham (Ben Affleck) es un publicista millonario. Justo antes de Navidad, sorprende a su novia Missy (Jennifer Morrison) con billetes de primera clase a Fiyi. Ella se horroriza de que él quiera pasar la Navidad lejos de su familia y, como Drew ni siquiera le ha presentado a su familia, concluye en que él no toma en serio la relación y lo abandona. Desesperado por no pasar la Navidad solo, Drew llama a todos sus contactos para encontrar un lugar donde quedarse en Nochebuena, pero no tiene a nadie lo suficientemente cercano que lo invite. En una sesión de terapia, el psicólogo le dice que haga una lista con todas sus quejas y las queme en la casa de su infancia. Drew decide regresar al hogar de su niñez para recordar la época navideña con su familia. Sin embargo, la familia que ahora vive allí no es su familia, sino los Valco. La familia se pregunta qué hace Drew en su jardín delantero. Cuando está quemando la lista de quejas, Tom Valco (James Gandolfini) lo sorprende por detrás y lo golpea con una pala. Drew le explica lo que estaba haciendo y le pide un recorrido por la casa. Emocionado al ver a su antigua habitación, Drew ofrece impetuosamente a Tom 250.000 dólares por dejarle pasar la Navidad con ellos. Tom acepta, y el abogado de Drew elabora un contrato que obliga a los Valco a hacerse pasar por su familia.
Al día siguiente, Drew obliga a la familia a salir a comprar un árbol de Navidad juntos, y obliga a Tom a usar una gorra de Papá Noel en público. Mientras ellos están recortando el árbol, la hija mayor de la familia, Alicia (Christina Applegate), llega para las vacaciones y se sorprende con la presencia de Drew. Este sugiere que ella haga de la criada, ya que él no tiene una hermana y Alicia es un agregado inesperado a la situación. En la cena, Drew escribe un guion para leer en la mesa. Contrata a un actor local para que interprete a su abuelo, a quien llama Doo-dah (Bill Macy). Al día siguiente, Drew lleva a Alicia y a Brian (Josh Zuckerman) a lanzarse en trineo por una colina gigante. Después de estrellarse en el pie de la colina, Drew y Alicia casi se besan. De vuelta a casa, ambos resfriados, Alicia le cuenta un recuerdo de su infancia sobre un viejo árbol que se cubrió de hielo durante una tormenta. Tom le dice a Drew que estaba pensando en divorciarse de su esposa, Christine (Catherine O'Hara). En su lugar, Drew anima a la pareja a darse el gusto. Tom compra un Chevrolet Chevelle, que tenía cuando estaba en la escuela secundaria, y Christine se hace una sesión de fotos.
Una tarde, Drew lleva a Alicia al viejo árbol de su infancia, que se había cubierto otra vez de hielo de nuevo. Ella se alegra por el gesto, pero Drew exagera, al contratar toda una producción completa para rodear el árbol. Disgustada por su falta de moderación, Alicia le exige que se vaya. Mientras tanto Missy, encantada por el brazalete, llama a Drew, y este le informa de que estaba pasando la Navidad con su familia. Missy tiene la idea de visitar la casa de los Valco con sus padres. Drew promete a la familia un extra de 75.000 dólares si se comprometen a hacerse pasar por su familia. La visita entre las dos familias se vuelve caótica, y todos terminan mirando las fotos eróticas de Christine en la computadora de Brian. Los padres de Missy se van, y Drew finalmente le cuenta a Alicia la verdad sobre su familia. Su padre había abandonado a su madre cuando él tenía apenas cuatro años y, cada Navidad, ella iba a trabajar doble turno en una cafetería de 24 horas para ganar dinero extra. Se pasaba el día de Navidad solo y visitaba a su madre al final de la noche, y ella ordenaba una pila de panqueques para él. Repitió el ritual cada año hasta los 18, y nunca estuvo en una cafetería desde entonces. Su madre murió cuando él estaba en la universidad.
Drew regresa a su departamento para pasar la Navidad solo. Tom lo visita para recoger el dinero, y los dos deciden ir a ver al actor que interpretó Doo-Dah en una producción local de A Christmas Carol. Durante la obra, Tom y Christine deciden no divorciarse. Drew y Alicia se reconcilian fuera del teatro. La película termina con todos comiendo en una cafetería de 24 horas juntos.

## Reparto
| Personaje         | Actor original      | Actor de doblaje       |
| ----------------- | ------------------- | ---------------------- |
| Drew Latham       | Ben Affleck         | René García            |
| Alicia Valco      | Christina Applegate | Circe Luna             |
| Tom Valco         | James Gandolfini    | Humberto Vélez         |
| Christine Valco   | Catherine O'Hara    | Lourdes Morán          |
| Brian Valco       | Josh Zuckerman      | Héctor Emmanuel Gómez  |
| Missy Vanglider   | Jennifer Morrison   | Ishtar Sáenz           |
| Horace Vanglider  | David Selby         | Martín Soto            |
| Leticia Vanglider | Stephanie Faracy    | Rebeca Manríquez       |
| Doo-Dah           | Bill Macy           | Francisco Colmenero    |
| Bill MacySaul     | Bill Macy           | Arturo Mercado         |
| Heinrich          | Udo Kier            | Raúl de la Fuente      |
| Kathryn           | Tangie Ambrose      | María Fernanda Morales |
| Dr. Freeman       | Stephen Root        | Arturo Mercado         |
| Levine            | Phill Lewis         | Roberto Mendiola       |
| Chad              | K. Troy Zestos      | Ricardo Silva          |
| Actriz en teatro  | Joan Blair          | Yolanda Vidal          |
| Actor en teatro   | John Carter Brown   | Paco Mauri             |

## Rodaje
El rodaje tuvo lugar en Chicago en pleno invierno. "Chicago nos ofrecía auténticos barrios sumidos en el ambiente invernal, árboles desnudos con hielo", comentó la diseñadora de producción Caroline Hanania.

## Taquilla y crítica
La película tuvo un presupuesto de 40 millones de dólares, pero solo recaudó 15.120.800, por lo que fue un gran fracaso.
Rotten Tomatoes clasificó a la película en el puesto 91 en las 100 películas con peor crítica de la década de 2000, con una calificación de 7%.

## Premios
La película fue nominada para tres Premios Razzie, incluyendo Peor Película, Peor Actor (Ben Affleck) y Peor Guion.